# Świnoujście Port (Uznam)
Świnoujście Port – zlikwidowana pod koniec lat 40. XX wieku stacja kolejowa w Świnoujściu. Znajdowała się ona przy dzisiejszej ulicy Wybrzeże Władysława IV.